# 아몰랑
아몰랑은 2015년에 유행한 대한민국의 신조어이다. 논리적인 설명을 요구받거나 주장의 근거를 제시할 것을 요구받았을 때 막무가내로, 또는 다짜고짜 넘어가는 행동을 표현한 단어이다.

## 역사
시작은 한 여성이 페이스북에 남긴 댓글이었으나, 이후 여성시대와 관련한 논란이 확산되면서 인터넷 커뮤니티 전반에서 사용되기 시작하였다. 이후 2015년 대한민국 중동호흡기증후군 유행에서 부족했던 대한민국 정부의 대응이나 '직무유기'를 하고 있는 정치권 일반에 확대되었다. 그러나 여성 단체에서는 "미디어의 낮은 젠더 감수성이 여성혐오적인 단어를 유통시켰다"라고 비판하면서 "'아몰랑'이라는 단어가 여성을 지칭하는 것 같지 않아서 더 확산된 것"이라고 분석했다.